# Akot
Akot és una ciutat i tahsil (o taluka) del districte d'Akola, a Maharashtra. Té una població de 80.796 habitants (2001). La taluka o tahsil d'Akot durant el període britànic, tenia una superfície de 1341,6 km² i el formaven 221 pobles i viles amb capital a Akot. A la taluka hi ha també les viles d'Argaon, Tilwah i Hiwarkhed. Al cens de 1971 la població del tahsil o taluka era de 236.689 habitants, i la superfície de 1.424,5 km².